# Tunéziai labdarúgó-bajnokság (első osztály)
A Ligue Professionelle 1 (arabul الرابطة المحترفة الأولى لكرة القدم) a tunéziai labdarúgás legmagasabb osztálya. A bajnokságot 1921-ben alapították, még a francia megszállás alatt.

## Győztesek a megszállás idején
| - 1921-22 : Racing Club (Tunisz) - 1922-23 : Stade Gaulois (Tunisz) - 1923-24 : Stade Gaulois (Tunisz) - 1924-25 : Racing Club (Tunisz) - 1925-26 : Sporting Club (Tunisz) - 1926-27 : Stade Gaulois (Tunisz) - 1927-28 : Sporting Club (Tunisz) - 1928-29 : Avant Garde (Tunisz) - 1929-30 : US Tunisienne (Tunisz) - 1930-31 : US Tunisienne (Tunisz) - 1931-32 : Italia (Tunisz) - 1932-33 : US Tunisienne (Tunisz) - 1933-34 : Sfax Railways Sports (Sfax) - 1934-35 : Italia (Tunisz) - 1935-36 : Italia (Tunisz) - 1936-37 : Italia (Tunisz) - 1937-38 : Savoia de La Goulette (Tunisz) - 1938-39 : CS Gabésien (Gabès) - 1939-40 : nem rendezték meg | - 1940-41 : nem rendezték meg - 1941-42 : Espérance Sportive de Tunis (Tunisz) - 1942-43 : nem rendezték meg - 1943-44 : nem rendezték meg - 1944-45 : Club Athlétique Bizertin (Bizerte) - 1945-46 : Club Athlétique Bizertin (Bizerte) - 1946-47 : Club Africain (Tunisz) - 1947-48 : Club Africain (Tunisz) - 1948-49 : Club Athlétique Bizertin (Bizerte) - 1949-50 : Étoile Sportive du Sahel (Sousse) - 1950-51 : Club Sportif de Hammam-Lif - 1951-52 : nem rendezték meg - 1952-53 : Sfax Railways Sports (Sfax) - 1953-54 : Club Sportif de Hammam-Lif - 1954-55 : Club Sportif de Hammam-Lif |

## Győztesek a függetlenség óta
| - 1955-56 : Club Sportif de Hammam-Lif - 1956-57 : Stade Tunisien (Tunisz) - 1957-58 : Étoile Sportive du Sahel (Sousse) - 1958-59 : Espérance Sportive de Tunis - 1959-60 : Espérance Sportive de Tunis - 1960-61 : Stade Tunisien (Tunisz) - 1961-62 : Stade Tunisien (Tunisz) - 1962-63 : Étoile Sportive du Sahel (Sousse) - 1963-64 : Club Africain (Tunisz) - 1964-65 : Stade Tunisien (Tunisz) - 1965-66 : Étoile Sportive du Sahel (Sousse) - 1966-67 : Club Africain (Tunisz) - 1967-68 : Sfax Railways Sports (Sfax) - 1968-69 : Club Sportif Sfaxien (Sfax) - 1969-70 : Espérance Sportive de Tunis - 1970-71 : Club Sportif Sfaxien (Sfax) - 1971-72 : Étoile Sportive du Sahel (Sousse) - 1972-73 : Club Africain (Tunisz) - 1973-74 : Club Africain (Tunisz) - 1974-75 : Espérance Sportive de Tunis | - 1975-76 : Espérance Sportive de Tunis - 1976-77 : Jeunesse Sportive Kairouanaise (Kairouan) - 1977-78 : Club Sportif Sfaxien (Sfax) - 1978-79 : Club Africain (Tunisz) - 1979-80 : Club Africain (Tunis) - 1980-81 : Club Sportif Sfaxien (Sfax) - 1981-82 : Espérance Sportive de Tunis - 1982-83 : Club Sportif Sfaxien (Sfax) - 1983-84 : Club Athlétique Bizertin (Bizerte) - 1984-85 : Espérance Sportive de Tunis - 1985-86 : Étoile Sportive du Sahel (Sousse) - 1986-87 : Étoile Sportive du Sahel (Sousse) - 1987-88 : Espérance Sportive de Tunis - 1988-89 : Espérance Sportive de Tunis - 1989-90 : Club Africain (Tunisz) - 1990-91 : Espérance Sportive de Tunis - 1991-92 : Club Africain (Tunisz) - 1992-93 : Espérance Sportive de Tunis - 1993-94 : Espérance Sportive de Tunis - 1994-95 : Club Sportif Sfaxien (Sfax) | - 1995-96 : Club Africain (Tunisz) - 1996-97 : Étoile Sportive du Sahel (Sousse) - 1997-98 : Espérance Sportive de Tunis - 1998-99 : Espérance Sportive de Tunis - 1999-00 : Espérance Sportive de Tunis - 2000-01 : Espérance Sportive de Tunis - 2001-02 : Espérance Sportive de Tunis - 2002-03 : Espérance Sportive de Tunis - 2003-04 : Espérance Sportive de Tunis - 2004-05 : Club Sportif Sfaxien (Sfax) - 2005-06 : Espérance Sportive de Tunis - 2006-07 : Étoile Sportive du Sahel (Sousse) - 2007-08 : Club Africain (Tunisz) - 2008-09 : Espérance Sportive de Tunis |  |

## Legsikeresebb csapatok (1956 óta)
| Klub                           | Győzelmek |
| ------------------------------ | --------- |
| Espérance Sportive de Tunis    | 22        |
| Club Africain                  | 12        |
| Étoile Sportive du Sahel       | 8         |
| Club Sportif Sfaxien           | 7         |
| Stade Tunisien                 | 4         |
| Club Athlétique Bizertin       | 1         |
| Club Sportif de Hammam-Lif     | 1         |
| Jeunesse Sportive Kairouanaise | 1         |
| Sfax Railway Sports            | 1         |

## Gólkirályok
| - 1955-56 : Habib Mougou (ESS) (25 gól) - 1956-57 : Brahim Ben Miled (JSMet) (20) - 1957-58 : Habib Mougou (ESS) & Boubaker Haddad (CAB) (28) - 1958-59 : Abdelmajid Tlemçani (EST) (32) - 1959-60 : Abdelmajid Tlemçani (EST) (22) - 1960-61 : Ammar Merrichkou (ASM) (18) - 1961-62 : Chedly Laaouini (EST) (16) - 1962-63 : Mokhtar Chelbi (ASM) (16) - 1963-64 : Mongi Dalhoum (CSS) (15) - 1964-65 : Mohamed Salah Jedidi (CA) (17) - 1965-66 : Mongi Dalhoum (CSS) (18) - 1966-67 : Abdelwahab Lahmar (ST) (14) - 1967-68 : Kamel Henia (CSHL) (10) - 1968-69 : Mohamed Salah Jedidi (CA) (17) - 1969-70 : Othman Jenayah (ESS) (15) - 1970-71 : Abdesselam Adhouma (ESS) (17) - 1971-72 : Moncef Khouini (CA) (12) - 1972-73 : Ezzedine Chakroun (SRS) (23) - 1973-74 : Abdesselam Adhouma (ESS) (16) | - 1974-75 : Zoubeir Ghenia (EST) (24) - 1975-76 : Raouf Ben Aziza (ESS) (20) - 1976-77 : Moncef Ouada (JSK) (16) - 1977-78 : Raouf Ben Aziza (ESS) (20) - 1978-79 : Mahmoud Tebourski (OK) (13) - 1979-80 : Hédi Bayari (CA) (14) - 1980-81 : Habib Gasmi (CA) (16) - 1981-82 : Riadh El Fahem (EST) (13) - 1982-83 : Hédi Bayari (CA) (17) - 1983-84 : Hédi Bayari (CA) (12) - 1984-85 : Faouzi Henchiri (COT) (9) - 1985-86 : Nebil Tasco (CSHL) (12) - 1986-87 : Adnène Laajili (USMo) (14) - 1987-88 : Nabil Maaloul (EST) (14) - 1988-89 : Abdelhamid Hergal (ST) (15) - 1989-90 : Faouzi Rouissi (CA) (18) - 1990-91 : Othman Chehaibi (JSK) (15) - 1991-92 : Hechmi Sassi (ST) & Amor Ben Tahar (OCK) (14) | - 1992-93 : Abdelkader Belhassen (CAB) & Kenneth Malitoli (EST) (18) - 1993-94 : Kenneth Malitoli (EST) (14) - 1994-95 : Belhassen Aloui (CSHL) (18) - 1995-96 : Sami Touati (CA) (17) - 1996-97 : Sami Laaroussi (EST) (14) - 1997-98 : Abdelkader Belhassen (EST) & Zied Tlemçani (EST) (15) - 1998-99 : Francileudo dos Santos Silva (ESS) (14) - 1999-00 : Ali Zitouni (EST) (19) - 2000-01 : Oussama Sellami (ST) (11) - 2001-02 : Kain Kandia Traoré (EST) (13) - 2002-03 : Mohamed Seliti (ST) (12) - 2003-04 : Nabil Missaoui (CA), Haikel Gmamdia (CSS) & Tenema N'Diaye (CSS) (9) - 2004-05 : Haikel Gmamdia (CSS) (12) - 2005-06 : Amine Ltaïef (EST) (16) - 2006-07 : Tarek Ziadi (CSS) (13) - 2007-08 : Wissem Ben Yahia (CA) (10) - 2008-09 : Michael Eneramo (EST) (18) |

## Külső hivatkozások
- A bajnokság honlapja (franciául)
- Statisztika az RSSSF honlapján